# Helicopsyche neboissi
Helicopsyche neboissi là một loài Trichoptera trong họ Helicopsychidae. Chúng phân bố ở miền Australasia.